# (505) Cava
Cava és el nom que rep el planeta menor número 505, que orbita al voltant del Sol.
Fou descobert per l'astrònom Royal Harwood Frost des de l'observatori d'Arequipa (Perú), el 21 d'agost de 1902. La seva designació provisional fou 1902 LL.